# Mitologia haida

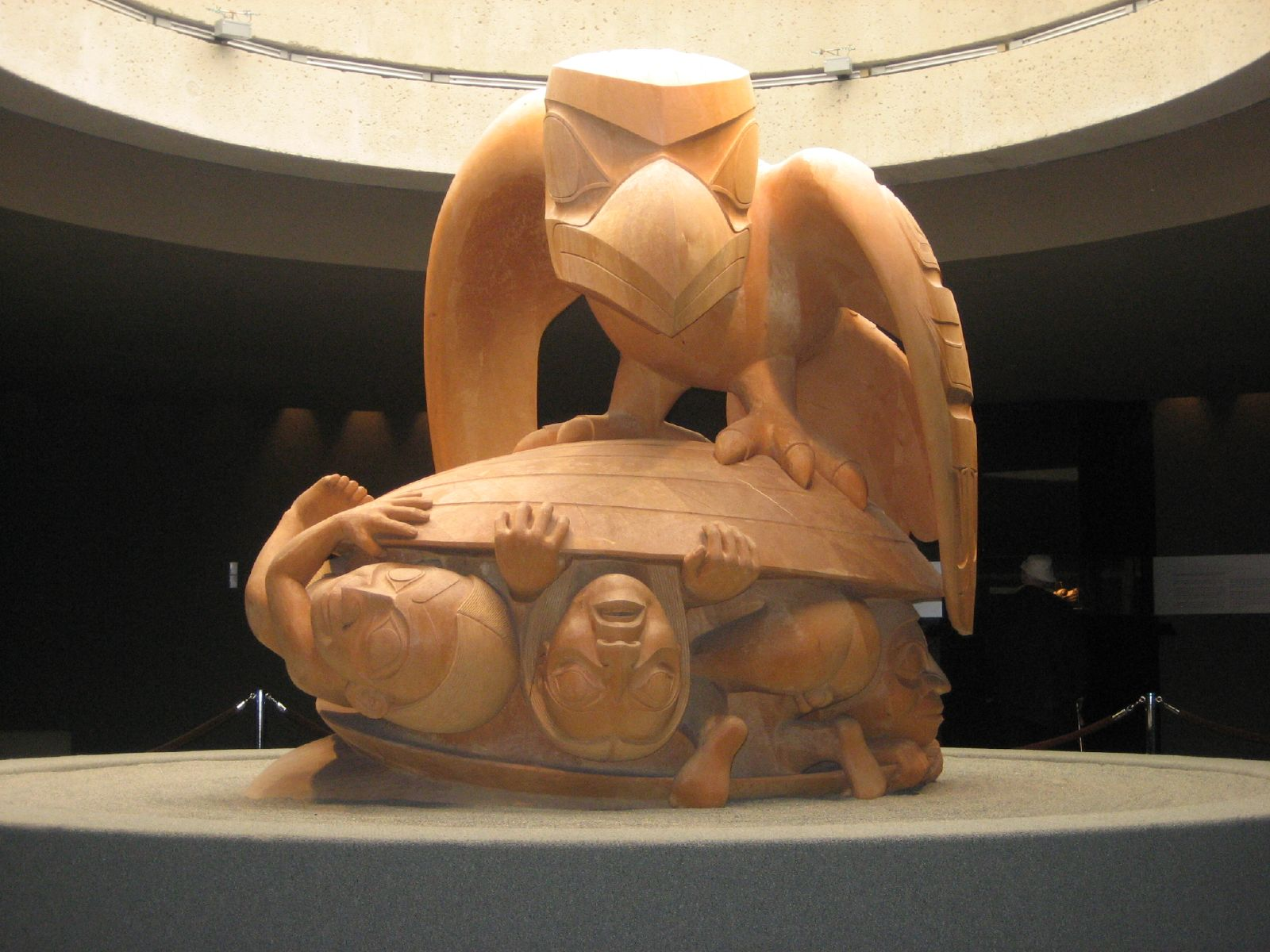
Escultura de Bill Reid The Raven and The First Men, que mostra el Corb alliberant els humans d'una petxina d'escopinya. Museu d'Antropologia de la Universitat de la Colúmbia Britànica

La mitologia haida és la religió d'un dels pobles indígenes d'Amèrica de la costa nord-oest d'Amèrica del Nord. Els seus territoris nacionals ocupen la costa oest del Canadà i una part del sud-est d'Alaska. Aquesta mitologia és molt complicada i rica, comparable a la grega i la mexicana. És difícil d'estudiar, ja que no està escrita en llibres, i nombrosos investigadors han dedicat la vida al seu estudi.
El corb és el personatge principal, com ho és en moltes altres mitologies. Els haides creien que el corb és una complexa reflecció d'un mateix. Pot representar la màgia, la transformació, la força creativa o moltes altres coses, però sempre és un heroi cultural. Ell va crear les illes Haida Gwaii, alliberant el Sol de la caixa on estava guardat i creant les estrelles i la Lluna. En una llegenda, s'explica que va crear l'espècie humana d'una petxina d'escopinya, mentre que en una altra la va fer créixer del terra perquè volia omplir de gent una festa que es proposava arruïnar. Els mites del déu corb intenten explicar com viure una bona vida. Tenien dos déus de la mort: Ta'xet, la mort violenta, i Tia, la mort pacífica. Dzalarhorns era una dona associada a les granotes i als volcans, i el seu marit, Kaiti, era el déu dels ossos. Gihldeptis era la dea del bosc. Lagua era l'esperit invisible que va ajudar els haides a aprendre els usos del ferro. Sin (que significa 'dia') era el déu del cel i dels dirigents.